# Угляренко Петро Володимирович
Петро́ Володи́мирович Угляре́нко (25 червня 1922, хутір Мила, нині село Києво-Святошинського району Київської області — 6 листопада 1997, Ужгород) — український письменник.

## Біографія
Народився в родині сільського шевця. 1940 року після закінчення середньої школи в Києві служив у армії. Навчався у Краснодарі в авіаційному училищі.
З перших днів війни — на фронті. Брав участь в обороні Москви, у Сталінградській операції, у битві на Курській дузі, в боях за визволення Києва, Праги. З лютого 1944 року і до кінця війни у Чехословацькій армії, у складі корпусу Людвіка Свободи.
Закінчив 1954 року заочно Ужгородський учительський інститут. Працював у газетах «Закарпатська правда», «Советское Закарпатье», кореспондентом Українського радіо по Закарпатській області, згодом завідувачем редакції художньої літератури видавництва «Карпати», головним редактором студії телебачення в Ужгороді.
Перше оповідання надрукував ще учнем. Член Спілки письменників СРСР з 1958 року. Очолював кілька років Закарпатську обласну письменницьку організацію.
Помер 6 листопада 1997 року в Ужгороді.

## Нагороди
- орден Червоної Зірки
- медаль «За бойові заслуги»

а також кілька військових чехословацьких медалей.

## Твори
- Документальна повість «20 років за океаном» (1953).

### Книги нарисів, оповідань і повістей
- «Рясний цвіт» (1954).
- «Серце матері» (1956).
- «Іван Мочкош з Ракошина» (1957).
- «Станція Піонерія», «Над Боржавою верби шумлять» (1959).
- «Ой грайте, гуслярики» (1960).
- «Коли займається зоря», «Доброго ранку, земле» (1961).
- «Весняна заметіль», «Зустріч з любов'ю» (1962).
- «В горах Карпатах», «Поразка гросмейстера», «Сумління» (1963).
- «Неонові вогні» (1965).
- «В далекий світ», «Шаги на улице» (1967).
- «Корінь сонця. З доріг життя» (1972).

### Романи
- «Одкрий мені дорогу» (1964).
- «Тільки той, хто знав» (1966).
- «Талісман» (1969).
- «День гніву» (1970).
- «Князь Лаборець» (1971).
- «Після довгої ночі» (1975).
- «Тривожна ніч» (1977).
- «Довгий шлях до озер» (1979).
- «Із дерева жалю».
- «Гірка сльоза радості».
- «Плач біля чужої стіни».
- «І був ранок, і була ніч».
- «Смерть у Санкт-Петербурзі (Дитя юдейське)».
- «І заплакав Христос».
- «Взимку, в рік миші».